# Vàlvula proporcional

Esquema d’una vàlvula proporcional

Una vàlvula proporcional (en anglès: proportioning valve o P-valve) és un mecanisme que es basa en un efecte estàtic per reduir la pressió d'un fluid a la seva sortida. Un exemple senzill és quan la càrrega del moll aplica una força que redueix la pressió de sortida.
Les vàlvules proporcionals s'utilitzaven freqüentment en automòbils abans de la generalització de l'ABS com a distribuïdor de frens. Es van utilitzar per reduir la pressió del líquid de frens als frens posteriors per evitar que les rodes posteriors es bloquegessin durant la frenada intensa. Els distribuïdors electrònics de força de fre s’utilitzen ara juntament amb l’ABS.
Tot i que no és un component molt costós i complex de produir, requereix, però, màquines d'alta precisió per garantir la fiabilitat i la longevitat essencials d'un sistema de frenada.